# Zhongxiang
Koordinaten: 31° 15′ N, 112° 37′ O
Zhongxiang (chinesisch 鐘祥市 / 钟祥市, Pinyin Zhōngxiáng Shì) ist eine kreisfreie Stadt, die zum Verwaltungsgebiet der bezirksfreien Stadt Jingmen, Provinz Hubei in Zentralchina gehört.
Zhongxiang hat eine Fläche von 4.328 km² und 1.001.000 Einwohner (Stand: Ende 2019). Die Stadt trägt den Beinamen „Stadt der Langlebigkeit“, da die Bewohner Zhongxiangs die höchste Lebenserwartung in China haben (75,9 Jahre), was vor allem der guten Luft und dem guten Wasser, aber auch dem großen Respekt, den alte Menschen hier genießen, zugeschrieben wird.

## Administrative Gliederung
Auf Gemeindeebene setzt sich Zhongxiang aus einem Straßenviertel, 15 Großgemeinden und einer Nationalitätengemeinde zusammen. Diese sind:
- Straßenviertel Yingzhong (郢中街道), 49 km², 170.991 Einwohner, Zentrum, Sitz der Stadtregierung;
- Großgemeinde Yangzi (洋梓镇), 403 km², 68.341 Einwohner;
- Großgemeinde Changshou (长寿镇), 275 km², 27.535 Einwohner;
- Großgemeinde Fengle (丰乐镇), 162 km², 68.700 Einwohner;
- Großgemeinde Huji (胡集镇), 393 km², 129.891 Einwohner;
- Großgemeinde Shuanghe (双河镇), 235 km², 46.220 Einwohner;
- Großgemeinde Linkuang (磷矿镇), 219 km², 47.092 Einwohner;
- Großgemeinde Wenji (文集镇), 128 km², 44.405 Einwohner;
- Großgemeinde Lengshui (冷水镇), 314 km², 47.393 Einwohner;
- Großgemeinde Shipai (石牌镇), 295 km², 84.296 Einwohner;
- Großgemeinde Jiukou (旧口镇), 201 km², 103.514 Einwohner;
- Großgemeinde Chaihu (柴湖镇), 225 km², 95.663 Einwohner;
- Großgemeinde Changtan (长滩镇), 153 km², 20.338 Einwohner;
- Großgemeinde Dongqiao (东桥镇), 256 km², 24.085 Einwohner;
- Großgemeinde Kedian (客店镇), 293 km², 14.581 Einwohner;
- Großgemeinde Zhangji (张集镇), 289 km², 22.805 Einwohner;
- Gemeinde Jiuli der Hui (九里回族乡), 99 km², 16.718 Einwohner.

## Ethnische Gliederung der Bevölkerung (2000)
Beim Zensus im Jahr 2000 hatte Zhongxiang 1.021.998 Einwohner.
| Name des Volkes | Einwohner | Anteil |
| --------------- | --------- | ------ |
| Han             | 1.017.858 | 99,6 % |
| Hui             | 2304      | 0,23 % |
| Tujia           | 1348      | 0,13 % |
| Miao            | 250       | 0,02 % |
| Manju           | 106       | 0,01 % |
| Sonstige        | 132       | 0,01 % |

## Sehenswürdigkeiten
Das am Stadtrand gelegene Xian-Grab aus der Ming-Dynastie ist die Grabstätte von Fürst Xingxian und dessen Ehefrau, Eltern des Kaisers Jiajing (Regierungszeit: 1522–1566). Die beiden wurden in der Nähe von Zhongxiang auf dem Berg Songlin gemeinsam bestattet. Das Grab mit einer Fläche von 136 Hektar ist durch hohe Mauern umgeben. Das Xian-Grab, dessen Bau 1519 begann und 1540 abgeschlossen wurde, ähnelt den berühmten Ming-Gräbern in der Nähe Beijings, ist jedoch flächenmäßig größer. Es gilt als das einzige Ming-Grab, das jemals in Südchina entdeckt wurde und wird oft als das 15. Ming-Grab bezeichnet.